# Fjölnir Reykjavík
Ungmennafélagið Fjölnir, conocido simplemente como Fjölnir, es un club multideportivo islandés de Grafarvogur, Reikiavik. El club fue fundado en 1988 con el nombre de Ungmennafélagið Grafarvogur, pero debido a que el nombre de otro equipo también utilizaba la abreviación UMFG, el nombre fue cambiado a Ungmennafélagið Fjölnir. En el club se practican un total de 10 deportes: fútbol, baloncesto, balonmano, taekwondo, karate, tenis, ajedrez, natación, atletismo y gimnasia; siendo el equipo de fútbol profesional que compite en la segunda división islandesa el más importante. Cada uno de estos deportes cuenta con su propio departamento, pero todos estos están unificados bajo una misma dirección general.